# Gustav Altherr

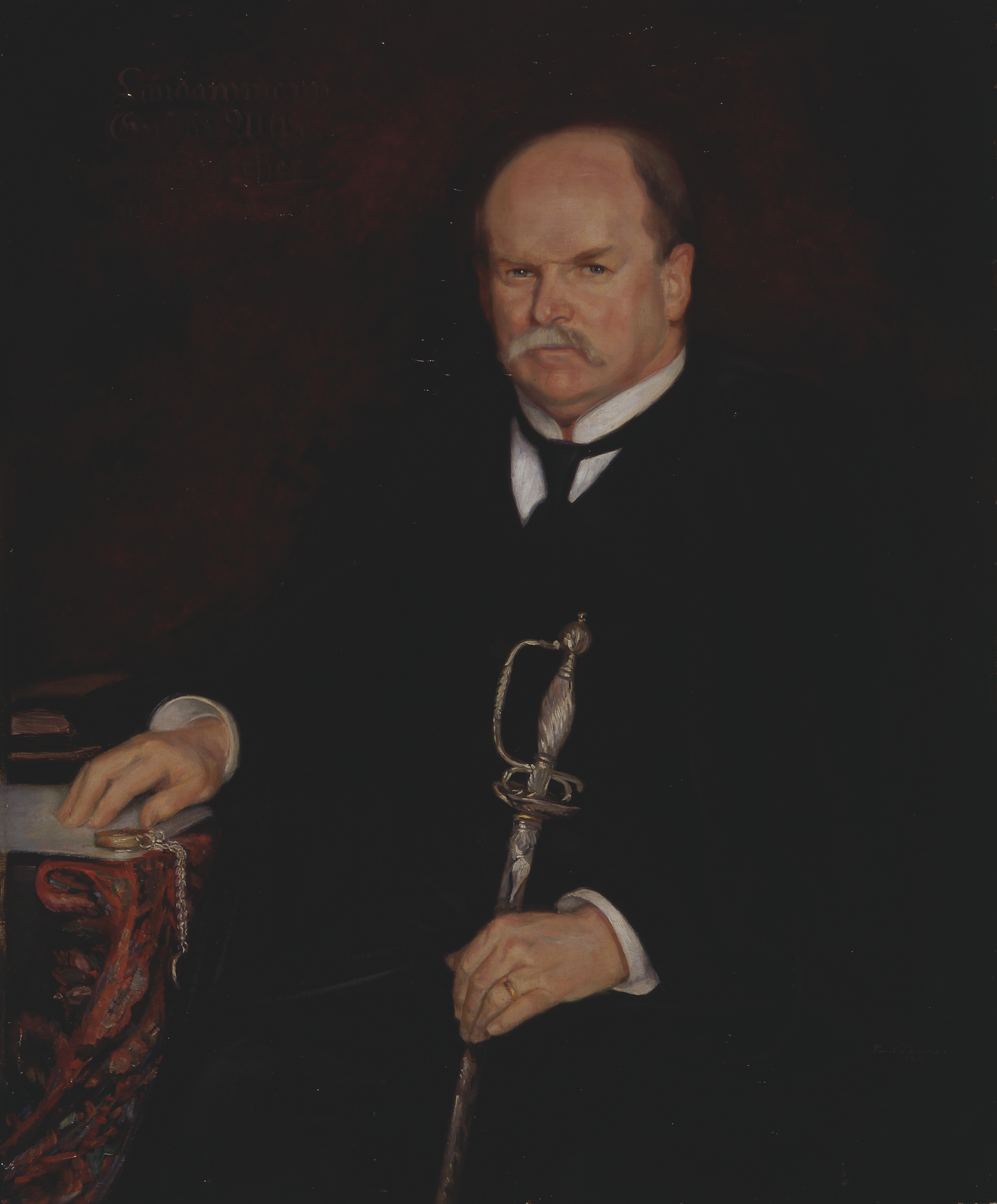
Gustav Altherr, Landammann von Appenzell Ausserrhoden 1924–1927, 1930–1933 und 1936–1939, gemalt im Jahr 1927

Gustav Altherr (* 28. August 1870 in Speicher; † 18. April 1954 in Trogen; heimatberechtigt in Speicher AR) war ein Schweizer Textilunternehmer, Gemeindepräsident, Kantonsrat, Regierungsrat und Nationalrat aus dem Kanton Appenzell Ausserrhoden.

## Leben
Gustav Altherr war ein Sohn von Gustav Altherr, Stickereifabrikant und Oberrichter, und Seline Diener. Er besuchte die Kantonsschule Trogen. Anschliessend absolvierte er eine kaufmännische Ausbildung in einer St. Galler Stickereifirma. Im Jahr 1900 heiratete er Lucie Mathilde Eugster, Tochter der Marie Luise Eugster. Er übernahm den väterlichen Stickereibetrieb. Diesen gab er im Jahr 1924 auf, um sich ganz der Politik zu widmen.
Von 1897 bis 1908 sass er im Gemeinderat in Speicher. Ab 1901 bis 1908 stand er diesem als Gemeindehauptmann vor. Von 1899 bis 1917 gehörte er dem Ausserrhoder Kantonsrat an. Ab 1918 bis 1943 amtierte er als Regierungsrat. Bis 1921 leitete er die Erziehungsdirektion, danach die Finanzdirektion. Von 1924 bis 1927, ab 1930 bis 1933 und von 1936 bis 1939 hatte er das Amt des Landammanns inne. Von 1931 bis 1935 sass er als konservativer Freisinniger im Nationalrat. Ab 1921 bis 1934 war er Präsident der Landessteuerkommission. Von 1934 bis 1943 präsidierte er die Assekuranzkommission. Ab 1931 bis 1942 war er Verwaltungsrat der St. Gallisch-Appenzellischen Kraftwerke. Ab 1905 amtierte er als deren Vizepräsident. Von 1928 bis 1950 stand er als Präsident der Trogenerbahn vor. Die weit verbreitete innovationsfeindliche Wirtschaftsgesinnung kristallisierte exemplarisch in seiner rigorosen Sparpolitik. Es gelang ihm allerdings, trotz Wirtschaftskrise die angeschlagenen Kantonsfinanzen zu sanieren.